# Barrage de Sultanköy
Le barrage de Sultanköy est un barrage en Turquie. La rivière coupée par ce barrage s'appelle rivière Manastır (Manastır Çayı, « rivière du monastère ») ou Değirmen Dere (« rivière du moulin »), au sortir du barrage elle sert de canal d'irrigation (Sulama kanali) et se jette dans la rivière d'Ergene (Ergene Nehri).

## Sources
- (en) « Sultanköy Dam », sur Agence gouvernementale turque des travaux hydrauliques (DSİ)